# Centro Global para el Desarrollo y la Democracia
El Centro Global para el Desarrollo y la Democracia es una ONG fundada y dirigida por el expresidente peruano Alejandro Toledo desde 2006. 

## La organización
La ONG se dedica a promover democracias sostenibles y autosuficiencia económica en los países en desarrollo, profundizando el conocimiento sobre la pobreza, la desigualdad social y la falta de equilibrio histórico en regiones excluidas. También a través del diseño e implementación de soluciones prácticas para promover el bienestar de los individuos, particularmente las mujeres, en comunidades económicamente marginadas alrededor del mundo.

## Cumbre de expresidentes
La cumbre anual de expresidentes reúne a los anteriores jefes de Estado de diversos países, para que juntos discutan sobre la democracia y medidas para fortalecerla.
|     | Fecha                    | Temas a tratar                   | Sede de la cumbre | Participantes |
| --- | ------------------------ | -------------------------------- | ----------------- | --- |
| I   | 27 de noviembre de 2007  | Lucha contra la pobreza          | Washington D.C    | Alejandro Toledo (expresidente de Perú) Rodrigo Carazo (expresidente de Costa Rica) Ricardo Maduro (expresidente de Honduras) Vicente Fox (expresidente de México Carlos Mesa (expresidente de Bolivia) José María Aznar (expresidente de España) |
| II  | 25 de abril de 2008      | Crecimiento con inclusión        | Lima              | Alejandro Toledo (expresidente de Perú) Vicente Fox (expresidente de México) Fernando de la Rúa (expresidente de Argentina) Carlos Mesa (expresidente de Bolivia) Rodrigo Borja (expresidente de Ecuador) Rodrigo Carazo (expresidente de Costa Rica) Nicolás Ardito Barletta (expresidente de Panamá) Eduardo Stein (Exvicepresidente de Guatemala) |
| III | 4 de octubre de 2008     | Lucha contra la pobreza          | Guayaquil         | Alejandro Toledo (expresidente de Perú) Carlos Mesa (expresidente de Bolivia) Rodrigo Carazo (expresidente de Costa Rica) Fernando de la Rúa (expresidente de Argentina) Vicente Fox (expresidente de México) Ernesto Samper (expresidente de Colombia) Gustavo Noboa ((expresidente de Ecuador) Nicolás Ardito Barletta (expresidente de Panamá) Ricardo Maduro (expresidente de Honduras) Rodrigo Borja (expresidente de Ecuador) Oswaldo Hurtado (expresidente de Ecuador) José Ignacio Salafranca (Diputado de la Unión Europea) |
| IV  | 6 de marzo de 2009       | Agenda Social de la Democracia   | São Paulo         | Alejandro Toledo (expresidente de Perú) Fernando Henrique Cardoso (expresidente de Brasil) Fernando de la Rúa (expresidente de Argentina) Carlos Mesa (expresidente de Bolivia) Ernesto Samper (expresidente de Colombia) Gustavo Noboa ((expresidente de Ecuador) Vinicio Cerezo (expresidente de Guatemala) Nicolás Ardito Barletta (expresidente de Panamá) Hipólito Mejía (expresidente de República Dominicana) Lionel Jospin (Ex Primer ministro Francés) Enrique García Rodríguez (Presidente de la CAF) Eduardo Stein (Exvicepresidente de Guatemala) |
| V   | 9 de octubre de 2009     | Agenda Social de la Democracia   | Lima              | Alejandro Toledo (expresidente de Perú) Nicolás Ardito Barletta (expresidente de Panamá) Rodrigo Borja (expresidente de Ecuador) Rodrigo Carazo (expresidente de Costa Rica) Fernando de la Rúa (expresidente de Argentina) Ricardo Maduro (expresidente de Honduras) Carlos Mesa (expresidente de Bolivia) Elías Antonio Saca (expresidente de El Salvador) Hipólito Mejía (expresidente de República Dominicana) Gustavo Noboa ((expresidente de Ecuador) Ernesto Samper (expresidente de Colombia) |
| V   | 4 de noviembre de 2009   | Agenda Social de la Democracia   | Estoril           | Alejandro Toledo (expresidente de Perú) Jacques Chirac (expresidente de Francia) Vicente Fox (expresidente de México) Fernando de la Rúa (expresidente de Argentina) Vinicio Cerezo (expresidente de Guatemala) Nicolás Ardito Barletta (expresidente de Panamá) Ricardo Maduro (expresidente de Honduras) |
| VI  | 11 de septiembre de 2011 | Carta Democrática Interamericana | Lima              | Alejandro Toledo (expresidente de Perú) Fernando de la Rúa (expresidente de Argentina) Vicente Fox (expresidente de México) José María Aznar (expresidente del Gobierno de España) Jaime Paz Zamora (expresidente de Bolivia) Carlos Mesa (expresidente de Bolivia) Ernesto Samper (expresidente de Colombia) César Gaviria (expresidente de Colombia) Elías Antonio Saca (expresidente de El Salvador) Gustavo Noboa ((expresidente de Ecuador) Rodrigo Borja (expresidente de Ecuador) Hipólito Mejía (expresidente de República Dominicana) Nicolás Ardito Barletta (expresidente de Panamá) Martín Torrijos Espino (expresidente de Panamá) José Miguel Insulza (Secretario general de la Organización de los Estados Americanos) José Ignacio Salafranca (Diputado de la Unión Europea) |